# Willem van Manen

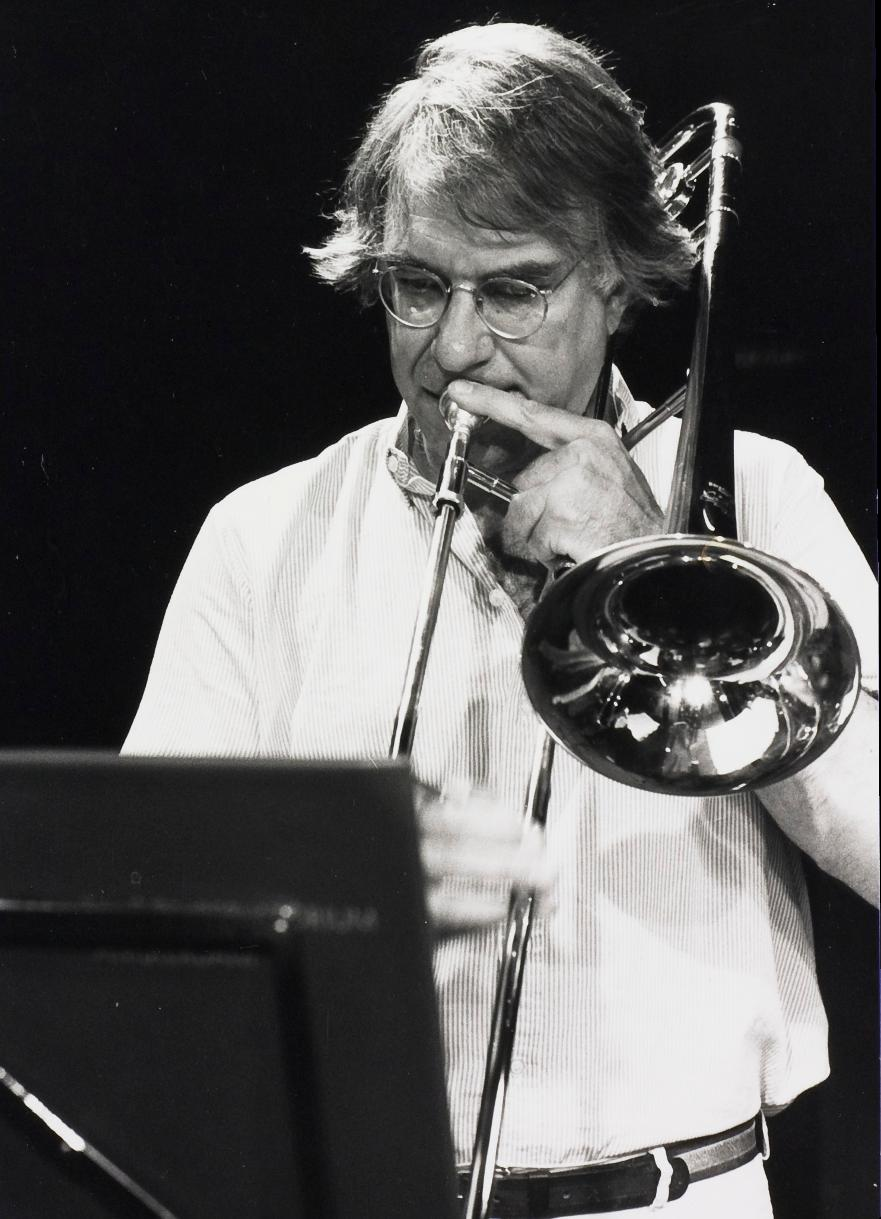
Willem van Manen

Willem van Manen (* 3. September 1940 in Amsterdam; † 26. September 2024 ebenda) war ein niederländischer Posaunist, Komponist, Bandleader und Hochschullehrer.

## Leben und Wirken
Van Manen erhielt ab dem siebten Lebensjahr klassischen Klavierunterricht beim Komponisten Johannes Röntgen (1898–1969). Mit 15 Jahren spielte er in einer Dixieland-Band, wo er zur Posaune und zum Flügelhorn wechselte. Bald öffnete er sich gegenüber dem Modern Jazz. 1962 entschied er sich für ein Soziologiestudium an der Universität von Amsterdam. Daneben studierte er klassische Posaune bei Henk van Bergen vom Concertgebouw-Orchester.
Ab 1968 war van Manen als Musiker tätig. Neben seinen Aktivitäten als Jazzmusiker machte er sich als Interpret Neuer Musik einen Namen; unter anderem seit 1972 als Gründungsmitglied des Orkest De Volharding. Er begann in den Gruppen von Hans Dulfer, Theo Loevendie, Boy Edgar und Peter Brötzmann, später spielte er mit Willem Breuker (zunächst im Instant Composers Pool und zwischen 1974 und 1983 im Willem Breuker Kollektief), aber auch mit Gunter Hampel und Leo Cuypers. Seine eigenen Gruppen waren Boventoon (Wessel-Ilcken-Preis 1974) und die Springband, wo während einer Tour bei einem Verkehrsunfall im Dezember 1983 drei Mitglieder der Band, der Bassist Harry Miller, der Posaunist Joep Maessen, der Trompeter Jeff Reynolds ums Leben kamen, und der Trompeter Louis Lanzig sowie der Saxophonist Maarten van Norden lebensgefährlich verletzt wurden. Erst nach zwei Jahren Pause gründete van Manen eine neue Band, die großformatige Contraband, die bis 2004 bestand. In seinen oft collageartigen Kompositionen verbindet er klassische und moderne Musik mit Jazz und lässt ausreichend Raum für Improvisation. Seine Kammeroper Roger Roger zu einem Libretto von J. Bernlef wurde 1994 von De Volharding und dem Asko-Chor aufgeführt.
Van Manen unterrichtete Posaune am Sweelinck Conservatorium Amsterdam, wo er von 1980 bis 1995 als Hauptfachlehrer für Posaune und Musikgeschichte tätig war, und war lange Jahre in der Organisationsarbeit für die niederländische Musikszene aktiv, zunächst im Bimhuis und im Fonds voor de Scheppende Toonkunst; zwischen 2005 und 2019 leitete er die Jazzredaktion von Concertzender. Mit Misha Mengelberg und Willem Breuker galt er in der niederländischen Jazzszene als einflussreiche Persönlichkeit.
1992 wurde van Manen mit dem Boy-Edgar-Preis, dem Jazzpreis der Niederlande, ausgezeichnet. 1997 wurde er zum Ritter des Ordens von Oranien-Nassau ernannt.

## Diskographie (Auswahl)
- Peter Brötzmann Group Fuck de Boere, V.A. Born Free mit Buschi Niebergall, Derek Bailey, Evan Parker u. a. (1970)
- Willem van Manen Willem van Manen mit Misha Mengelberg, Harry Miller und Martin van Duynhoven (1979)
- Willem van Manen Contraband Live at Bim Huis Amsterdam (1988)
- Willem van Manen Contraband Hittit mit Theo Jörgensmann, Eckard Koltermann, Arnold Dooyeweerd u. a. (1998)
- Willem van Manen Contraband Pale Fire (2001)